# 京都青年師範学校
| 京都青年師範学校 （京都青師） | 京都青年師範学校 （京都青師）     |
| ----------------------------- | --------------------------------- |
| 創立                          | 1944年                            |
| 所在地                        | 京都府高原村 （現：京丹波町）     |
| 初代校長                      | 北川久五郎                        |
| 廃止                          | 1951年                            |
| 後身校                        | 京都学芸大学 （現：京都教育大学） |
| 同窓会                        | 京都教育大学 同窓会               |

京都青年師範学校（きょうとせいねんしはんがっこう）は、1944年（昭和19年）に設立された青年師範学校である。

## 概要
- 1926年（大正15年）設立の京都府実業補習学校教員養成所を起源とする。
- 1944年、京都府青年学校教員養成所[1]（1935年設立）が国に移管されて京都青年師範学校となった。
- 第二次世界大戦後の学制改革により、新制京都学芸大学（現・京都教育大学）の母体の一つとなった。
- 同窓会は「社団法人 京都教育大学同窓会」と称し、旧制（京都師範・京都青師）・新制合同の会である。

## 沿革
- 1926年4月：京都府実業補習学校教員養成所を京都府師範学校に併設。
  - 現：京都市北区小山南大野町・紫野東御所田町、京都教育大学附属京都小中学校所在地。
  - 修業年限1年、当初の入学資格：(1) 5年制以上の農学校卒で小学校本科正教員免許状を持つ者、(2) 2年以上教員・農業技術員を経験し小学校本科正教員免許状を持つ者、他（後に条件緩和）。
- 1935年4月：京都府青年学校教員養成所[1]と改称（2年制）。
- 1937年6月：臨時養成科を附設（1年制）。
- 1944年4月1日：官立移管され京都青年師範学校となる（本科3年制）。
- 1945年12月：船井郡高原村字富田の旧舞鶴海軍校舎へ移転。
- 1947年10月：船井郡四ケ村立蒲生野中学校を代用附属校とする[2]。
- 1949年5月31日：新制京都学芸大学発足。
  - 京都師範学校と共に母体として包括された。
  - 青年師範学校校地には高原分教場（1959年3月廃止）が設置された。
- 1951年3月：京都学芸大学京都青年師範学校（旧制）、廃止。

## 歴代校長
官立京都青年師範学校
- 校長：北川久五郎（1944年4月 - 1945年1月25日[3]）
  - 京都師範学校校長と兼任。
- 校長：長岡弥一郎（1945年1月25日[3] - 1946年11月）
  - 京都師範学校校長と兼任。
- 校長：安田貞雄（1947年11月 - 1949年7月）
  - 唯一の専任校長。
- 校長：横田純太（1949年7月 - 1951年3月）

## 校地の変遷と継承

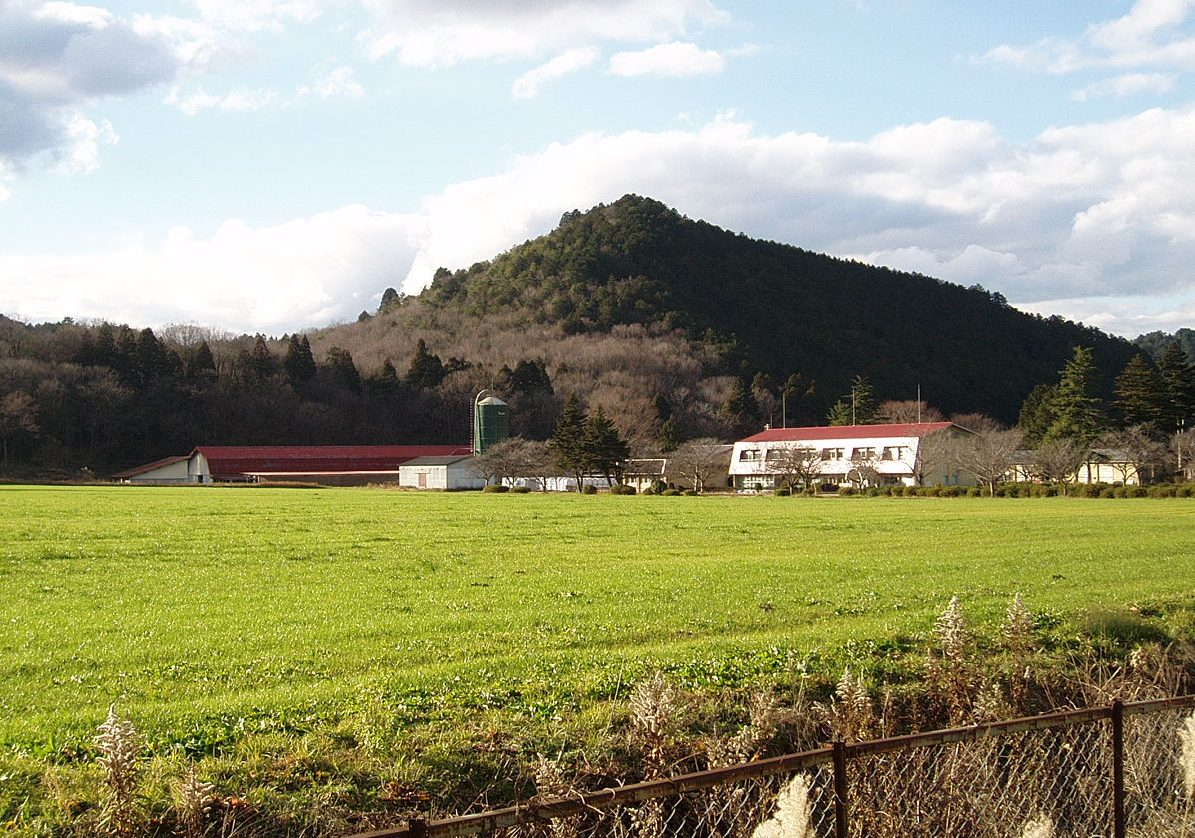
跡地、京都大学大学院農学研究科附属牧場（京丹波町）

前身の京都府青年学校教員養成所に引き続き、京都市上京区（現：北区）小山南大野町の京都師範学校男子部校地で発足した。1945年12月、船井郡高原村字富田 （現：京丹波町富田） の旧海軍施設に移転した。高原村の校地は後身の京都学芸大学に継承され、高原分教場となった。高原分教場は 1959年3月に廃止され、跡地は京都大学に引き継がれた。

## 著名な出身者
- 寺前巌（元日本共産党衆議院議員）

## 関連書籍
- 京都教育大学120周年記念誌編集委員会（編）『京都教育大学百二十年史』 京都教育大学、2001年6月。